# Champa (città)
Champa è una suddivisione dell'India, classificata come municipality, di 37.949 abitanti, situata nel distretto di Janjgir-Champa, nello stato federato del Chhattisgarh. In base al numero di abitanti la città rientra nella classe III (da 20.000 a 49.999 persone).

## Geografia fisica
La città è situata a 22° 3' 0 N e 82° 39' 0 E e ha un'altitudine di 252 m s.l.m..

## Società

### Evoluzione demografica
Al censimento del 2001 la popolazione di Champa assommava a 37.949 persone, delle quali 19.615 maschi e 18.334 femmine. I bambini di età inferiore o uguale ai sei anni assommavano a 5.312, dei quali 2.768 maschi e 2.544 femmine. Infine, coloro che erano in grado di saper almeno leggere e scrivere erano 25.356, dei quali 15.019 maschi e 10.337 femmine.